# أندريه أندرسون
أندريه أندرسون (بالإنجليزية: Andre Anderson)‏ كان ملاكم أمريكي سابق صنّف ضمن فئة الوزن الثقيل. بدأ مسيرته سنة 1915. مشهور بقتاله ضد بطل العالم جاك دمبسي عندما أسقطه في النزال الذي أقيم في 24 يونيو 1916.

## إحصائيات
خاض خلال مسيرته 45 نزالا، فاز في 17 وتعادل في 9 وخسر في 19. فاز بالضربة القاضية في 14 نزالا.